# Jemappes (Mons)
Jemappes ist ein früheres Dorf und seit 1977 ein Stadtteil von Mons in der belgischen Provinz Hennegau, an der Haine und der Eisenbahnstrecke Brüssel – Vale mit 11.322 Einwohnern. 
Hier fand am 6. November 1792 die Schlacht von Jemappes statt. Nach der Schlacht wurde 1795 das neugebildete Département Jemappes benannt.